# 友第德与何乐弗尼 (多纳泰罗)
友第德与何乐弗尼 (1457–1464) 是意大利文艺复兴时期雕塑家多纳泰罗在其职业生涯末期创作的青铜雕塑，位于意大利佛罗伦萨旧宫的百合厅 (Sala dei Gigli)。一件复制品矗立在旧宫前领主广场上雕塑的原始位置。
这座雕像由科西莫·德·美第奇订制，作为美第奇-里卡第宫花园喷泉的装饰。 1457 年左右，当美第奇家族决定搬入时，这座雕像与多纳泰罗的《大卫》一起安置在宫殿前 ，成为佛罗伦萨拥有权力的象征。
1495 年，为纪念皮耶罗美第奇 被驱逐出佛罗伦萨以及吉罗拉莫·萨沃纳罗拉领导下的佛罗伦萨共和国，雕塑放置在旧宫正门一侧的领主广场上。于是雕像又象征对专横的美第奇家族的驱逐。后来雕像移到旧宫内的庭院，1506 年移入佣兵凉廊。 1919 年放置在旧宫的左侧。1988 年由青铜复制品取代，原作放置在旧宫内的百合厅 。
画作描绘友第德刺杀亚述将军何乐弗尼的情景，这是一个常见的主题，象征自由、美德和弱者在正义事业中战胜强者，佛罗伦萨市为保护佛罗伦萨共和国免受外国势力的侵害而战，而美第奇家族维护了他们对这座城市的自豪感。 同时也象征自我控制、贞洁和谦逊这些基督教美德战胜了滥交和骄傲。 象征美第奇作为佛罗伦萨自由的捍卫者，类似于友第德，是暴君的杀手和人民的捍卫者。基座上的第二个铭文，上面写着：“国家的拯救。科西莫之子皮耶罗·德·美第奇将这座女性雕像献给了自由和坚韧，拥有不屈不挠和坚定不移之心的公民会重返共和国。”并刻有“佛罗伦萨人多纳泰罗的作品”字样。
雕塑的底座描绘一些裸童，踩着葡萄、酗酒、小便 ，象征何乐弗尼对欲望缺乏自制力。 